# Ilsington
Ilsington – wieś i civil parish w Anglii, w Devon, w dystrykcie Teignbridge. W 2011 civil parish liczyła 2526 mieszkańców. Ilsington jest wspomniana w Domesday Book (1086) jako Lestintone/Ilestintona.